# Escrió de Siracusa
Escrió de Siracusa, en llatí Aeschrion, en grec antic Αἰσχρίων, fou un notable siracusà, que pel nom cal pensar que fou probablement d'origen grec. Va ajudar a Verres durant el seu govern, en els robatoris a Sicília, primer a Siracusa, i després obtenint el dret de la recaptació dels delmes a Herbita, amb la intenció de saquejar-los.
La seva dona Pippa fou l'amant de Verres, segons Ciceró.